# Дуркаль
Дуркаль (ісп. Dúrcal) — муніципалітет в Іспанії, у складі автономної спільноти Андалусія, у провінції Гранада. Населення — 7302 особи (2010).
Муніципалітет розташований на відстані близько 380 км на південь від Мадрида, 21 км на південь від Гранади.
На території муніципалітету розташовані такі населені пункти: (дані про населення за 2010 рік)
- Дуркаль: 7058 осіб
- Марчена: 244 особи

## Демографія
Динаміка населення (INE ):

## Галерея зображень

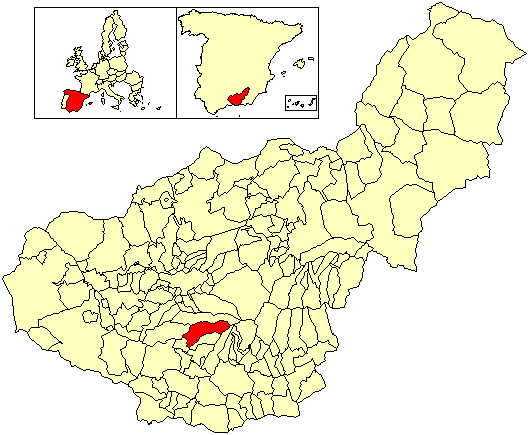
Розташування муніципалітету у провінції Гранада